# Natanes Mountains
Die Natanes Mountains sind ein 3930 km² großes Gebirge im Graham County im US-Bundesstaat Arizona in den Central Arizona Highlands. Es hat eine Ausdehnung von 106 km von Nord nach Süd und 116 km von Ost nach West. Der höchste Punkt ist der Willow Mountain mit einer Höhe von 2383 m gefolgt vom Natanes Mountains High Point mit einer Höhe von 2292 m.

## Berge
| Name                         | Höhe   |
| ---------------------------- | ------ |
| Willow Mountain              | 2383 m |
| Natanes Mountains High Point | 2292 m |
| Turtle Mountain              | 2135 m |
| Seven Benchmark              | 1953 m |